# Ragnar Jónasson
Ragnar Jónasson (ur. 1976 w Reykjavíku) – islandzki prawnik i pisarz, autor bestsellerowych powieści kryminalnych.
Obie serie Mroczna wyspa lodu oraz Hulda zostały wydane w ponad 30 krajach.

## CyklMroczna wyspa lodu[4]
- Milczenie lodu (2010, wyd. pol. 2015)
- Zaćmienie (2011, wyd. pol. 2016)
- Milczenie czasu (2012, wyd. pol. 2017)
- Milczenie śniegu (2013, wyd. pol. 2018)
- Milczenie nocy (2014, wyd. pol. 2016)
- Milczenie fiordu (2020, wyd. pol. 2021)

## CyklHulda[4]
- Ciemność (2015, wyd. pol. 2018)
- Wyspa (2016, wyd. pol. 2019)
- Mgła (2017, wyd. pol. 2020)